# 二战期间的波兰—立陶宛关系
波兰-立陶宛两国在第二次世界大战期间的关系一直是个争议问题，目前，两国部分史学家依然对部分问题持不同看法，这些问题大多与曾在战争期间与納粹德國合作的立陶宛人以及波兰抵抗组织波蘭家鄉軍在波-立两族人口聚居的地区进行的行动有关。两国学界曾举行过几次學術研討會，想要建立共识，但两国史学家对那段历史的解读至今依旧存在分歧。

## 背景
立陶宛—波兰兩國在战间期关系紧张，主要是因为维尔纽斯地区的归属问题。该问题导致波蘭人和立陶宛人互相敌视。1938年波蘭對立陶宛發出最後通牒後，两国关系正常化。波-立两国的修好进程于1939年9月被先后入侵波兰的德苏两国打断。二战爆发之初，立陶宛依旧维持着独立国家地位，但很快就被苏联占领，被迫成了苏联的加盟共和国。接着又被德国攻占。德国又强行将原本生活在立陶宛西部地区的立陶宛家庭挪到了维尔纽斯地区，加剧了当地的人口问题。後來立陶宛被苏联再度占领。
尽管面对着共同的敌人——纳粹德国和苏联，但立陶宛和波兰的抵抗组织却从未成为盟友。双方间最大的阻碍就是维尔纽斯问题——波蘭流亡政府和波兰抵抗组织认为维尔纽斯地区是波兰的一部分，而立陶宛抵抗组织则将维尔纽斯视作自己国家的首都。立陶宛抵抗组织认为苏联是头号敌人，纳粹德国是次要敌人。波兰抵抗组织则认为纳粹德国是最大敌人，而在对苏态度方面，波兰抵抗运动内部尚未达成一致。到了1944至45年间，在立陶宛被苏联再次侵占后，立陶宛和波兰的抵抗组织才开始联手抗击苏军。

## 衝突

### 立陶宛
1941年，就在立陶宛刚被德国占领时，立陶宛当局就已经开始帮助德方迫害波兰人了。很多立陶宛人开始与德国侵略者合作    ，其中就包括立陶宛活动者阵线。立陶宛政府在德方的怂恿下开始希望德国人能像对斯洛伐克那样也给予立陶宛以较大自治权。尽管立陶宛活动者阵线在1941年后逐渐衰弱，立陶宛政府也从未从德国人手中得到自治权，但立陶宛政府中的部分势力依旧与德方合作，迫害犹太人、波兰人以及其他非立陶宛裔少数民族。
1941年，在尤萨斯·安布拉泽维奇乌斯政府治下，仇视波兰成了立陶宛国内的政治主旋律，针对波兰人的暴行屡屡发生。一些立陶宛神职人员曾号召民众对波兰人展开集体迫害，称波兰人是比犹太人还恶劣的民族。一位立陶宛教授写了一部题为“我们为何应该仇恨波兰人”的小册子，立陶宛活动者阵线还呼吁当局建立波兰人隔离区，让波兰人也带上识别标志，还要减少给波兰人的食品供给，声称“苏联人来了，我们杀掉一半波兰人，德国人来了，我们把剩下的一半也杀光”。与纳粹合作的立陶宛人组织杀害了上千名波兰人，还有更多的波兰人被送到德国充当奴隶劳工。1941至1943年间，德国人和立陶宛人在在维尔纽斯的帕内里艾屠杀了上万名犹太人和波兰人，即波納里大屠殺。

### 波蘭
大约在1943年，波兰政府代表团派驻维尔纽斯地区的一个政治派系“维尔纽斯民主集中”（波兰语：Wileńska Koncentracja Demokratyczna）宣称要在战后占领立陶宛，将其交由波兰总委员部统治，对“腐败”的立陶宛人进行再教育。1944年3月1日，波兰维尔纽斯区政府代表团表示要做好为波兰前东部领土而战的准备。
1943年秋，波兰家乡军开始对与纳粹合作的立陶宛人组织立陶宛安全警察采取行动。波兰人在立陶宛全国各地都建立了政治和军事地下组织。1944年上半年，家乡军击杀了上百名为纳粹辅助单位或组织服役的立陶宛人：警察、村庄自卫队成员、地方政府公务员、立陶宛国土防卫军士兵以及其他与纳粹合作者。立陶宛和波兰双方的平民伤亡人数都在不断上升。立陶宛警察对家乡军的行动做出了回应，他们对波兰人进行的行动变得更为频繁，也处决了更多的波兰平民；恶性循环变得不可收拾。1944年5月，家乡军在穆罗瓦纳·奥斯米扬卡战役中與立陶宛国土防卫军爆發衝突。
1944年6月23日，因立陶宛安全警察于6月20日在维尔纽斯的格利提什克斯村屠杀了37名波兰村民，来自家乡军第5维尔诺旅的一些官兵们在乌泰纳县的莫雷泰区的杜宾加村展開报复，屠杀立陶宛警察及村民，最终共有包括妇女儿童在内的27名立陶宛人遇难。1944年6月末，波兰人在杜宾加以及相邻城镇約尼什基斯、吉德拉伊恰伊等地的报复行动共造成70-100名立陶宛人死亡，其中有很多人是平民。杜宾加屠杀是迄今为止已知的唯一由家乡军犯下的屠杀罪行。两周后，由于苏军攻占了维尔纽斯地区，事态才没有继续扩大。

## 战后发展
战后，在立陶宛国内，对波兰家乡军曾在立陶宛境内进行的行动评估是个争议话题。在共产党当政时期的波兰，对家乡军的行动——特别是在立陶宛境内活动的家乡军指挥官以及部队的行动——的记载与评价是相当负面的。战后，出于政治原因，波兰共产党政权大量处决、囚禁家乡军指挥官，后世因此无法对他们在战时可能犯下的任何罪行进行公正调查。波兰家乡军在今日的立陶宛成了争议性较大的组织，在立陶宛人看来，他们与苏联游击队有些类似。在立陶宛，很多抗苏英雄都被指控为杀害波兰人和立陶宛犹太人的纳粹帮凶。1993年，立陶宛政府组建了历史学家委员会，让他们评估波兰家乡军在立陶宛的行动。
2004年8月20日，立陶宛政府取消了在公共场合禁用“家乡军”一名的政令，允许波兰裔老兵组织将“家乡军”之名加入组织名称。2004年9月9日，家乡军老兵和一些立陶宛地方支队老兵共同签署了和平宣言。